# Badou Jack
Badou Johannes Gabriel Jack (Estocolmo, Suecia, 31 de octubre de 1983) es un boxeador sueco. Excampeón mundial súpermediano del CMB de 2015 a 2017 y semipesado de la AMB en 2017.

## Carrera amateur
Jack comenzó su carrera amateur de boxeo en 2001 a la edad de 18 años. Tenía un récord de 150 victorias y 25 derrotas. Ganó el campeonato nacional de Suecia cinco años consecutivos, 2004-2008, 4 veces en peso mediano y una vez en peso semipesado. En 2007, Jack fue nombrado boxeador del año por la Federación Sueca de Boxeo. En su último campeonato nacional en 2008 derrotó a su compañero estrella ascendente Erik Skoglund en la final. Representó a Suecia en el peso semipesado antes de cambiarse a Gambia, donde se clasificó para los Juegos 2008.

## Carrera profesional

### Campeón supermediano del CMB

#### Jack vs. Dirrell
La pelea tuvo lugar el 24 de abril en el Pabellón UIC en Chicago, Illinois. Jack trastornó al mundo del boxeo al derrotar a Dirrell por decisión mayoritaria 116-112, 115-113 y 114-114, tomando más y más control de la pelea a medida que avanzaba. [35] Después de la pelea, Jack dijo: "Estaba en gran forma y creía en mí mismo. No me importaba nada. Sabía que no podían robarme. Pensé que gané claramente. Fue un comienzo difícil para mi carrera". Pero ahora soy campeón del mundo".

#### Jack vs. Groves
Jack volvió a alterar las probabilidades, derrotando a Groves. Derribó a Groves en la primera ronda y mantuvo el control de la pelea a medida que avanzaba, haciendo un uso efectivo de sus golpes al cuerpo. Salió victorioso por decisión dividida 115–112, 116–111 y 113–114. Groves sintió que hizo lo suficiente para ganar y dijo: "Perder una pelea por el título mundial es el peor sentimiento del mundo". En octubre de 2016, Jack admitió que Groves era el oponente más duro que había enfrentado en su carrera hasta ahora.

#### Jack vs. Bute
Jack estaba listo para defender su título contra Julio César Chávez Jr. el 30 de abril de 2016. Sin embargo, Chávez Jr. más tarde se retiraría de la pelea debido a una lesión. Fue reemplazado por Lucian Bute. Donde el ganador iría a pelear contra el ganador de DeGale y Medina en el otoño en una pelea de unificación del peso súper mediano. La pelea fue declarada un empate mayoritario 117-111, 114-114 y 114-114 y, como tal, Jack retuvo el título. La decisión fue controvertida, ya que parecía que Jack había hecho lo suficiente para recibir la victoria de todos los jueces. La mayoría de los scorecards de los medios también tuvieron a Jack como ganador por 3-4 rondas. Sin embargo, el 26 de mayo de 2016, se reveló que Bute dio positivo a una sustancia prohibida en la prueba de drogas posterior a la pelea. La sustancia encontrada en la prueba de Bute fue la ostarina (también llamada enobosarm), que es una droga que mejora el rendimiento, no es un esteroide anabólico, pero aun así se dice que aumenta la resistencia y la capacidad de recuperación y produce resultados similares que los esteroides. Ha estado en la lista prohibida por la Agencia Mundial Antidopaje desde 2008. El 24 de abril de 2017, la comisión de DC cambió el resultado de la pelea a una victoria por descalificación a favor de Jack.

#### Jack vs. DeGale
Jack retuvo su título después de que su pelea fuera declarada un empate mayoritario cuando el juez Glenn Feldman anotó 114-112 para DeGale y los jueces Julie Lederman y Steve Weisfeld obtuvieron el empate 113-113. Ambos peleadores fueron derribados durante la pelea, Jack fue derribado en la primera ronda mientras que DeGale fue derribado en la 12.ª, el promotor de Jack posterior a la pelea, Floyd Mayweather Jr., se quejó del resultado diciendo que su peleador había hecho lo suficiente para ganar y tomar la decisión. "malo para el boxeo". Cuando DeGale dijo que quería una revancha posiblemente en Londres, Jack dijo que lo haría peso semipesado, y Mayweather también dijo que Jack se había vuelto demasiado grande para el peso súper mediano. La bolsa de Jack para la pelea fue de $700,000, mientras que DeGale ganó $750,000. Según CompuBox, Jack conectó 231 de 745 golpes lanzados, una tasa de conexión del 31%, más que DeGale, quien conectó 172 de 617, tasa de conexión del 28%.

### Peso semipesado

#### Jack vs. Cleverly
Jack ganó el título de la AMB en su debut de peso semipesado con una victoria por parada del equipo en la ronda 5. Cleverly tuvo cierto éxito en la ronda 2, lanzando algunos golpes pero sin lastimar a Jack. En la ronda 4, Jack acumuló la presión sobre Cleverly, quien se abrió y terminó con la nariz ensangrentada. El final llegó con Cleverly contra las cuerdas y Jack golpeándolo con combinaciones. El árbitro intervino y dio por finalizado el combate a los 2 minutos y 47 segundos de la ronda 5. En el momento de la detención, Jack había conseguido 172 golpes de 442 lanzados (39%), mientras que Cleverly, quien lanzó 409, solo consiguió 82 golpes. (20%). En la post-pelea, Jack dijo: "Quería encerrarlo y sentirlo mientras establecía mi jab. El plan era terminar con él". Afirmó hábilmente que sufrió una fractura en la nariz en el tercer asalto. Jack también le dijo a Jim Gray de Showtime: "No puedes dejarlo en manos de los jueces. Tienes que ir a muerte", refiriéndose a sus decisiones controvertidas en combates anteriores. Jack recibió una bolsa base de $750,000 y Cleverly ganó $100,000. Al día siguiente, Cleverly anunció su retiro del boxeo a la edad de 30 años.

#### Jack vs. Stevenson
Stevenson y Jack pelearon por un empate mayoritario en una pelea competitiva. Un juez anotó la pelea 115–113 a favor de Jack, mientras que los dos jueces restantes anularon la decisión, anotando la pelea 114–114. Stevenson superó a Jack en las primeras rondas siendo más activo, sin embargo, en la ronda 5, fue Jack quien fue el más activo y preciso de los dos. De las rondas 7 a 10, Jack aterrizó Stevenson 114-40 en total de tiros. Fue en la ronda 10 donde Jack resultó herido por múltiples golpes al cuerpo de la mano derecha de Stevenson. Stevenson llevó el impulso a la ronda 11, pero fue Jack quien terminó la pelea con más fuerza. En la ronda 7, Stevenson se quejó ante el árbitro Ian John Lewis sobre los golpes bajos y en la ronda 8, advirtieron a Jack. Jack luego explicó que la copa de Stevenson era baja, por lo que los disparos parecían golpes bajos. Con la decisión, Stevenson retuvo sus títulos del CMB y Lineal por novena vez.

#### Jack vs. Browne
El combate se llevó a cabo en la cartelera de Manny Pacquiao vs. Adrien Broner, donde Browne consiguió llevarse la victoria por decisión unánime, provocándole a Jack un gran corte en la frente.

## Récord profesional
| 28 Ganadas (17 KOs), 3 Derrotas, 3 Empates |        |                       |      |               |            |                                                       | |
| Res.                                       | Récord | Oponente              | Tipo | Rd., Tiempo   | Datos      | Localidad                                             | Notas |
| Victoria                                   | 28-3-3 | Ilunga Makabu         | TKO  | 12 (12), 0:54 | 26-02-2023 | Diriyah Arena, Diriyah, Arabia Saudita                | Ganó el título mundial de la WBC en el peso crucero. |
| Victoria                                   | 27-3-3 | Richard Rivera        | SD   | 10            | 20-08-2022 | King Abdullah Sports City, Yeda, Arabia Saudita       | |
| Victoria                                   | 26-3-3 | Hany Atiyo            | KO   | 1 (10)        | 21-05-2022 | Etihad Arena, Abu Dabi                                | |
| Victoria                                   | 25-3-3 | Samuel Crossed        | KO   | 2 (10)        | 26-11-2021 | Motospace Dubai Investment Park, Dubái                | |
| Victoria                                   | 24-3-3 | Dervin Colina         | TKO  | 4 (10)        | 06-06-2021 | Hard Rock Stadium, Miami, Florida                     | |
| Victoria                                   | 23-3-3 | Blake McKernan        | UD   | 8             | 28-11-2020 | Staples Center, Los Ángeles                           | |
| Derrota                                    | 22-3-3 | Jean Pascal           | SD   | 12            | 28-12-2019 | State Farm Arena, Atlanta                             | Por los títulos de la WBA y WBC Silver del peso semipesado. |
| Derrota                                    | 22–2–3 | Marcus Browne         | UD   | 12            | 19-01-2019 | MGM Grand, Las Vegas, Nevada                          | Por el título interino de la WBA del peso semipesado. |
| Empate                                     | 22–1–3 | Adonis Stevenson      | MD   | 12            | 19-05-2018 | Bell Centre, Montreal, Canadá                         | Por el título mundial de la WBC del peso semipesado. |
| Victoria                                   | 22–1–2 | Nathan Cleverly       | TKO  | 5 (12), 2:47  | 26-08-2017 | T-Mobile Arena, Paradise, Nevada                      | Gana el título mundial de la WBA (Regular) del peso semipesado.                                                                                                 |
| Empate                                     | 21–1–2 | James DeGale          | MD   | 12            | 14-01-2017 | Barclays Center, New York City, New York              | Retiene el título mundial de la WBC del peso supermediano; Por los títulos de la IBF y el título vacante The Ring                                               |
| Victoria                                   | 21–1–1 | Lucian Bute           | DQ   | 12            | 30-04-2016 | DC Armory, Washington D. C.                           | Retiene el título mundial de la WBC del peso supermediano title; Originalmente Empate Mayoritario, cambiado a DQ después de que Bute fallara un test de drogas. |
| Victoria                                   | 20–1–1 | George Groves         | SD   | 12            | 12-09-2015 | MGM Grand Garden Arena, Paradise, Nevada              | Retiene el título mundial de la WBC del peso supermediano |
| Victoria                                   | 19–1–1 | Anthony Dirrell       | MD   | 12            | 24-04-2015 | UIC Pavilion, Chicago, Illinois                       | Gana el título mundial de la WBC del peso supermediano |
| Victoria                                   | 18–1–1 | Francisco Sierra      | TKO  | 6 (10), 1:58  | 12-12-2014 | Alamodome, San Antonio, Texas                         | |
| Victoria                                   | 17–1–1 | Jason Escalera        | UD   | 10            | 30-08-2014 | Pearl Concert Theater, Paradise, Nevada               | |
| Derrota                                    | 16–1–1 | Derek Edwards         | TKO  | 1 (10), 1:01  | 28-02-2014 | Turning Stone Resort Casino, Verona, New York         | |
| Victoria                                   | 16–0–1 | Rogelio Medina        | TKO  | 6 (10), 2:30  | 06-12-2013 | Little Creek Casino Resort, Shelton, Washington       | |
| Empate                                     | 15–0–1 | Marco Antonio Peribán | MD   | 10            | 12-09-2013 | MGM Grand Marquee Ballroom, Paradise, Nevada          | Por el título de la NABF del peso supermediano |
| Victoria                                   | 15–0   | Farah Ennis           | UD   | 10            | 19-07-2013 | Hard Rock Hotel and Casino, Paradise, Nevada          | |
| Victoria                                   | 14–0   | Michael Gbenga        | KO   | 3 (8), 2:26   | 04-05-2013 | MGM Grand Garden Arena, Paradise, Nevada              | |
| Victoria                                   | 13–0   | Don Mouton            | UD   | 8             | 23-02-2013 | Masonic Temple, Detroit, Míchigan                     | |
| Victoria                                   | 12–0   | Jonel Tapia           | KO   | 1 (8), 1:47   | 02-02-2013 | Cosmopolitan of Las Vegas, Paradise, Nevada           | |
| Victoria                                   | 11–0   | Alexander Brand       | SD   | 8             | 11-05-2012 | Texas Station, North Las Vegas, Nevada                | |
| Victoria                                   | 10–0   | Grover Young          | UD   | 6             | 07-03-2012 | B.B. King Blues Club & Grill, New York City, New York | |
| Victoria                                   | 9–0    | Adam Collins          | TKO  | 1 (6), 2:28   | 25-12-2011 | Mandalay Bay Islander Ballroom, Paradise, Nevada      | |
| Victoria                                   | 8–0    | Eddie Caminero        | TKO  | 5 (6), 1:47   | 21-10-2011 | Foxwoods Resort Casino, Ledyard, Connecticut          | |
| Victoria                                   | 7–0    | Timothy Hall Jr.      | TKO  | 2 (4), 1:31   | 29-07-2011 | Cosmopolitan of Las Vegas, Paradise, Nevada           | |
| Victoria                                   | 6–0    | Hajro Sujak           | TKO  | 5 (6)         | 04-06-2011 | Boardwalk Hall, Atlantic City, New Jersey             | |
| Victoria                                   | 5–0    | Aliaksandr Paluyanau  | TKO  | 3 (4)         | 10-09-2010 | Baltiska hallen, Malmö, Suecia                        | |
| Victoria                                   | 4–0    | Aleksandrs Taputs     | TKO  | 1 (4), 2:28   | 14-11-2009 | Maapohjahalli, Vaasa, Finlandia                       | |
| Victoria                                   | 3–0    | Vadim Chromych        | TKO  | 3 (4)         | 04-09-2009 | Löfbergs Arena, Karlstad, Suecia                      | |
| Victoria                                   | 2–0    | Dmitry Gavrilov       | KO   | 1 (4), 0:47   | 08-08-2009 | Ulvila, Finlandia                                     | |
| Victoria                                   | 1–0    | Maxim Nikonorov       | UD   | 4             | 06-06-2009 | Sporthall, Tidaholm, Suecia                           | Debut |